# 阿部百合子
阿部百合子（あべ ゆりこ，12月24日—），日本漫畫家。東京都武藏野市出身。血型B型。

## 概要
1971年，以插畫家的身份出道。
1976年，『Nakayoshi』（講談社）1月號開始連載的漫畫中出道。

## 作品列

### 連載中
- （『Nakayoshi』1976年1月號 - ，漫書出道作）

### 單行本
- （講談社）[2]

1. 1980年9月5日（KCNakayoshi）
2. 1985年8月6日（KCNakayoshi）
3. 1989年2月（KCNakayoshiWide）
4. 1993年4月6日（KCNakayoshi）

- （1989年8月、KCNakayoshiWide／講談社）[3]